# Jon Oliva's Pain
Pour l’article homonyme, voir Jon Oliva.
Jon Oliva's Pain est un groupe de heavy metal américain, originaire de Clearwater, en Floride. Il est formé créé en 2003 par Jon Oliva, l'un des fondateurs et leaders du groupe Savatage.

## Biographie
Le projet est à l'origine composé de chansons solo d'Oliva, mais il est rejoint, quelques mois après sa création, par d'anciens membres de Circle II Circle pour former un groupe. La première performance du groupe s'effectue au Memorial Concert de Criss Oliva en 2003, où Oliva joue six chansons issues de son projet solo, ainsi que In the Dream de l'album Power of the Night de Savatage, Hey Bulldog des Beatles, et une reprise de Wishing Well du groupe Free (qui est repris par Savatage sur leur album Fight for the Rock). Se joignent à Jon sur scène cette même nuit, Matt LaPorte (guitare), John Zahner (clavier), Jason Jennings (basse), et Christopher Kinder (batterie). Initialement, le groupe part en tournée en décembre 2003 sous le nom de The Jon Oliva Project, plus tard changé pour Tage Mahal. Le nom du groupe change encore après avoir découvert qu'un autre musicien de blues s'appelait Taj Mahal. À cause de problèmes de droits, Oliva change le nom du groupe pour Jon Oliva's Pain, Pain étant le titre du premier album du groupe.
Après l'écoute de leurs enregistrements, Oliva de répéter en solo. Le groupe recrute l'ancien bassiste de Circle II Circle, Kevin Rothney. Le groupe publie son premier album, 'Tage Mahal, au label SPV en 2004. À l'origine prévu en mai 2006 sur ce label, JOP signe chez AFM Records pour la suite de l'album, intitulée Maniacal Renderings, annoncé pour le 4 septembre 2006. Oliva explique avoir changé de label par manque de promotion de la part de SPV.
Le groupe annonce un troisième album pour fin 2007 chez AFM Records en janvier ou février 2008. En janvier 2008, l'album est confirmé en avril chez AFM ; l'album s'intitule Global Warning. Après la sortie de l'album, le groupe se lance en tournée en Amérique du Nord et en Europe avec leur nouveau guitariste Tom McDyne, et Circle II Circle et Manticora. Le groupe tourne ensuite une fois de plus aux États-Unis et en Europe en 2009.
Leur quatrième album, Festival, est publié en février 2010. Un tournage est annoncé en 2009 pour la sortie d'un DVD live, et reporté au 013 de Tilburg, Pays-Bas en octobre 2010 ; la sortie du DVD est d'abord fixée à 2011. En septembre 2010, Tom McDyne et Kevin Rothney ne peuvent assister à la tournée, et sont remplacés par le guitariste Jerry Outlaw, et le bassiste Jason Gaines.
Le 20 avril 2011, le guitariste Matt LaPorte décède soudainement chez lui. En mars 2012, le groupe révèle la photo de sa nouvelle formation. Le 6 septembre 2013, Jon Oliva's Pain est annoncé, parmi d'autres groupes, au festival Progpower USA organisé les 12 et 13 septembre 2014 à Atlanta, en Géorgie. En avril 2014, le groupe recrute le guitariste Bill Hudson. En juillet 2016, Oliva révèle avoir été frappé par un accident vasculaire cérébral duquel il récupère progressivement.

## Style musical
Le style musical et les thèmes du groupe sont comparés à ceux d'Alice Cooper, qui se concentre sur des sujets comme l'obsession, la souffrance, la confusion et la folie. Oliva lui-même cite The Beatles, Queen et The Who comme les principales inspiration du groupe.

## Discographie
- 2004 : Tage Mahal
- 2006 : Straight Jacket Memoirs (EP)
- 2006 : Maniacal Renderings
- 2008 : Global Warning
- 2010 : Festival

## Membres

### Membres actuels
- Jon Oliva - chant, piano, clavier, guitare (depuis 2003)
- Bill Hudson — guitare (depuis 2014)
- Joe Diaz - guitare (depuis 2012)
- Jason Jennings - guitare basse (2003, depuis 2012)
- Christopher Kinder - batterie, chant d'accompagnement (depuis 2003)

### Anciens membres
- Matt LaPorte - guitare (2003–2011 ; décédé en 2011)
- Kevin Rothney - basse (2003–2012)
- John Zahner - clavier (2004–2009)
- Jerry Outlaw - guitare (2004–2005, 2010–2011, 2012–2014)
- Shane French - guitare (2005–2007)
- Tom McDyne - guitare (2007–2012)